# Ieva Plaude-Röhlinger

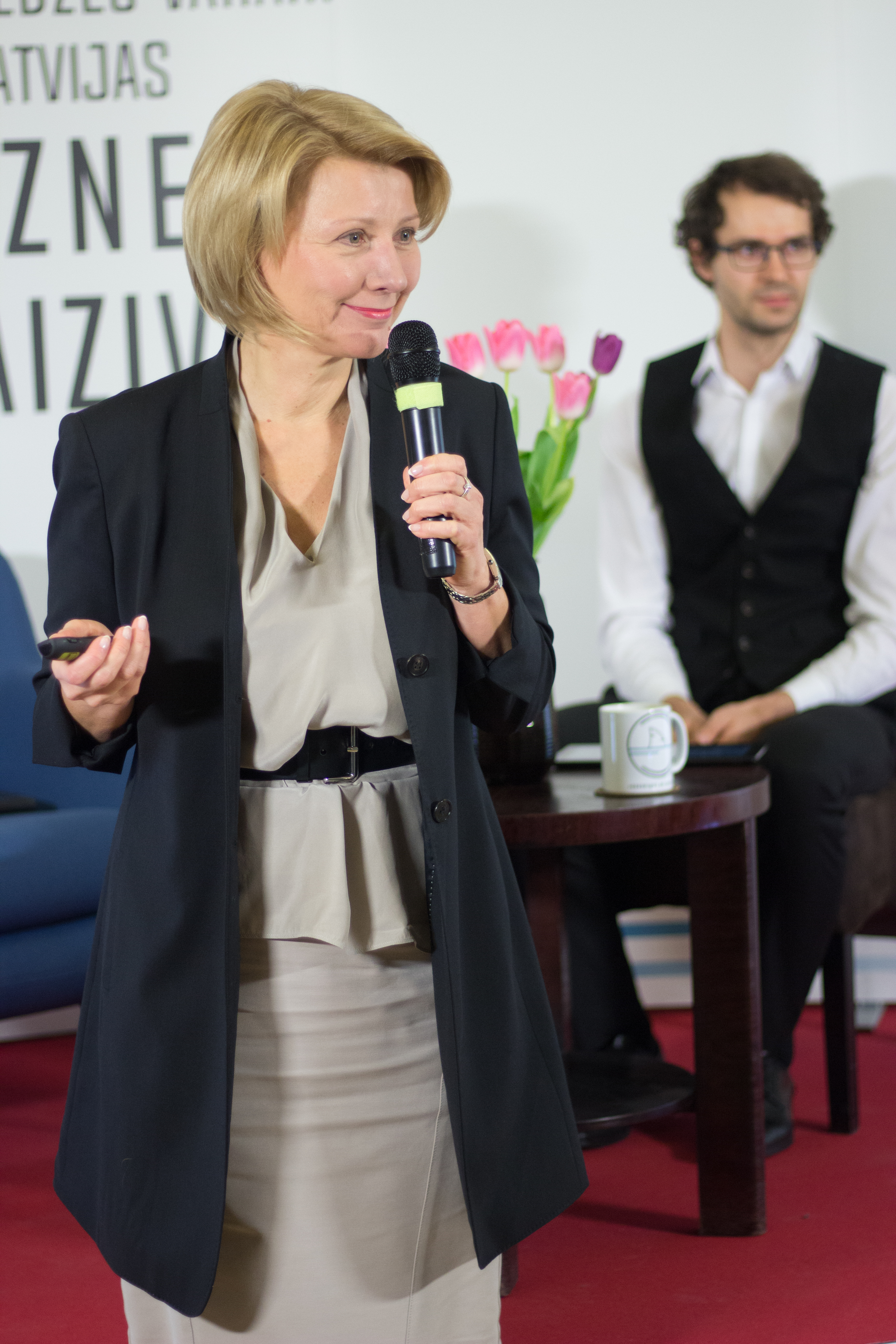
Ieva Plaude-Röhlinger

Ieva Plaude-Röhlinger (* 2. Juli 1961 in Riga) ist eine lettische Unternehmerin. Sie ist Direktorin von „Lawrence Asset Management“, Vertreterin der Lettischen Industrie- und Handelskammer in Bayern, sowie die Vorsitzende der Lettischen Assoziation der Kosmetikhersteller. Bekanntheit erlangte sie durch die Insolvenz der „DK Holding“ (zuvor „Kolonna Holding“).

## Leben
Ieva Plaude-Röhlinger legte ihr Abitur am Rigaer Humanitären Gymnasium (50. Mittelschule) ab. Sie studierte an der juristischen Fakultät der Universität Lettland und setzte mit dem Promotionsstudium im Fachbereich Finanzrecht ihre Ausbildung an der Moskauer Staatsuniversität fort.
Von 1983 bis 1988 war sie Lektorin für Finanz- und Verwaltungsrecht an der Universität Lettland. Gleichzeitig war sie von 1983 bis 1985 leitende Beraterin im Departement für die Entwicklung der Gesetzesentwürfe am Justizministerium Lettland. 1985 wurde sie Juristin des ersten unabhängigen lettischen Filmstudios „Videocentrs“, wo sie bis 1987 tätig war.
Von 1987 bis 1990 war sie Direktorin des staatlichen Vereins für Außenhandel „Interlatvija“, und 1991 gründete sie das in Lettland bekannte Unternehmen „KOLONNA Ltd.“, dessen Schwerpunkte Groß- und Einzelhandel von Parfümerie und Kosmetik, sowie Schönheitsdienstleistungen waren. Von 2004 bis 2007 arbeitete sie zusammen mit dem schwedischen Investmentfonds East Capital, und   2007 gründete sie das Gemeinschaftsunternehmen Baltija zusammen mit dem deutschen Parfümerie-Netz „Douglas Perfumeries“. Sie war Besitzerin und Leiterin dieses Unternehmens bis zu dessen Verkauf im Jahr 2010.
2010 wurde Plaude-Roehlinger zur Direktorin der AG „Lawrence Asset Management“, die Finanzberatungen und Auslandsanlagen in Lettland leistet. Kurz danach wurde sie zur Vertreterin der Lettischen IHK in Bayern ernannt.
2017 wurde sie Vorstandsvorsitzende der Lettischen Assoziation der Kosmetikhersteller. Außerdem ist sie Geschäftsführerin der Langguth Cosmetic GmbH.
Sie war mit Jānis Lasmanis verheiratet; ihr derzeitiger Ehemann ist der bayrische Kosmetikunternehmer Gerd Röhlinger.

## Öffentliche Aktivitäten
1988 organisierte sie die nach dem Zweiten Weltkrieg erste Ausstellung lettischer moderner Kunst in Westberlin.
Von 1991 bis 1992 war sie unabhängige Opernproduzentin beim Sommerfestival Frankfurt, Deutschland.
Von 1999 bis 2008 war sie Präsidentin der Lettischen Assoziation für Popgymnastik.
2006–2010 war sie Mäzenatin des Internationalen Baltischen Ballettfestivals.

## Auszeichnungen
2009 wurde Plaude-Röhlinger mit der Auszeichnung „Baltische Unternehmerin des Jahres“ des Fonds der USA und baltischen Staaten geehrt. Die Auszeichnung wird für beachtenswerte Beiträge zur Förderung der Unternehmerschaft in den baltischen Staaten erteilt.